# زمالة الكلية الملكية لأطباء التخدير
إمتحان زمالة الكلية الملكية لأطباء التخدير النهائي (بالإنجليزية: Fellowship of the Royal College of Anaesthetists)‏ هو امتحان للتخدير بعد التخرج، ويسمى بشكل كامل الاختبار النهائي لشهادة الزمالة من الكلية الملكية لأطباء التخدير.